# Westin Peachtree Plaza
Westin Peachtree Plaza je mrakodrap v Atlantě. Má 73 podlaží z toho 3 podzemní. Střecha je ve výšce 220 metrů nad úrovní ulice (oficiálně uznávaná výška), ale nejvyšší bod má na anténě ve výšce 269 m. Po jeho dokončení v roce 1973 se stal nejvyšším mrakodrapem ve městě a nejvyšším hotelem na světě. V dnešní době je druhý nejvyšší hotel na západní polokouli a 5. nejvyšší mrakodrap ve městě. Za designem budovy stojí firma John Portman & Associates. Budova stojí na ulici Peachtree Street, kde původně stál Henry Grady Hotel, který byl zbourán.

## Využití
Na 71., 72. a 73. patře je točící se restaurace a vyhlídková terasa do kterých je přístup venkovními prosklenými výtahy. Na patrech 15–70 je 1068 hotelových pokojů, v nižších patrech jsou konferenční sály a veřejné prostory hotelu. V podzemních patrech jsou garáže pro přibližně 1000 automobilů.

## Poškození tornádem a následná rekonstrukce

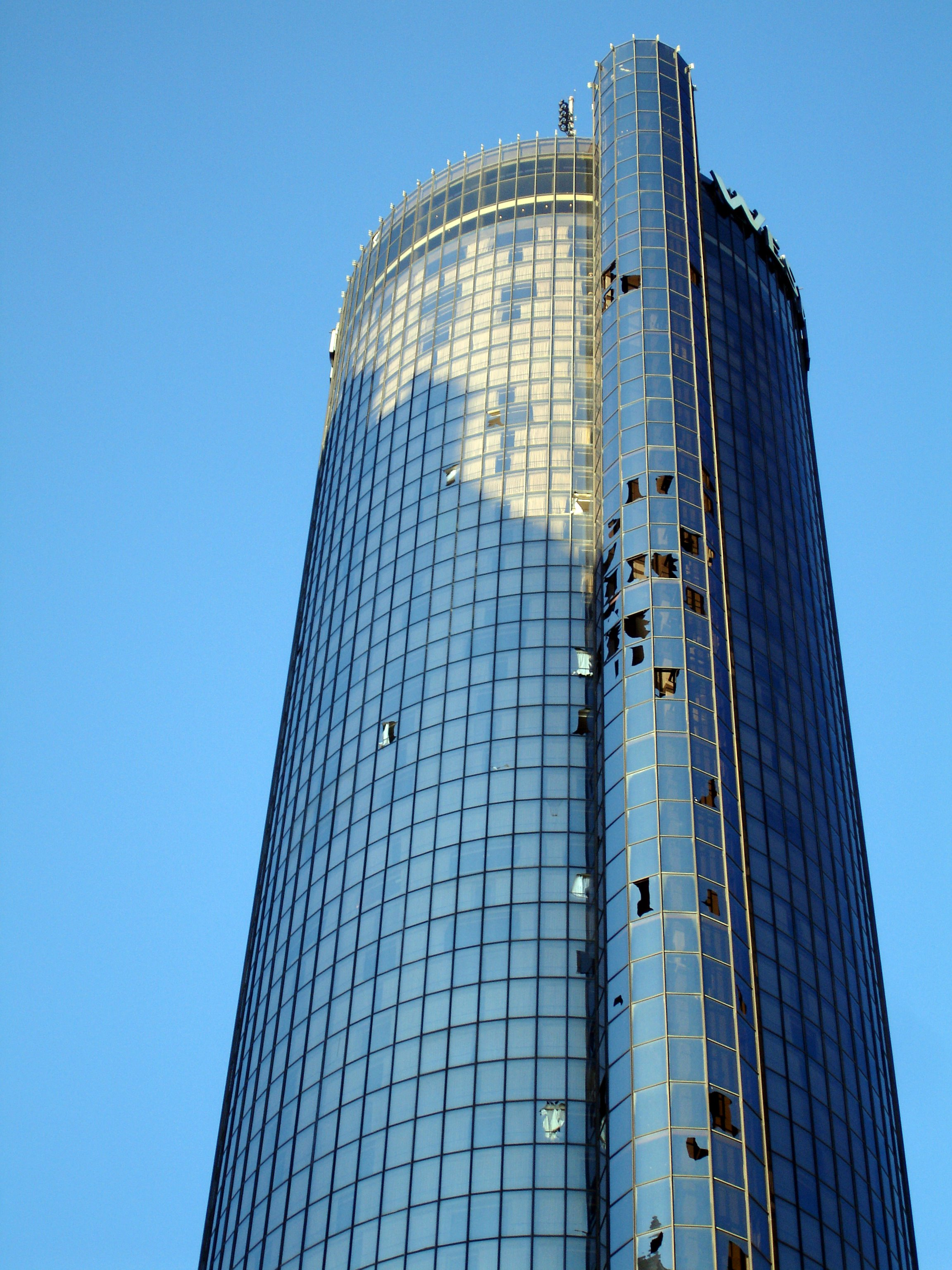
Poškození budovy tornádem

14. března 2008 utrpěla budova spolu se sousedními budovami škody na fasádě od historicky prvního tornáda, které se přehnalo městem ve večerních hodinách. Přibližně 2000 osob v budově bylo evakuováno a vše se obešlo bez zranění. Bylo rozbito přibližně 100 oken z toho 81 hotelových. Okna byla vyměněna až v roce 2009, do té doby byla rozbitá skla nahrazena přibitou překližkou. I když nová skla byla stejného odstínu, tak nevyhovovala novým normám a vypadala lehce jinak, protože původní skla stará více než 30 let byly lehce zkorodovaná a vybledlá od slunce, proto probíhala od roku 2009 až do léta 2010 postupná rekonstrukce oken. Rekonstrukce probíhala od vrchu dolů s tempem jednoho patra za týden. Bylo vyměněno všech 6 350 skleněných tabulí, staré sklo o hmotnosti 600 tun bylo recyklováno.